# Comuna Makalevîci, Radomîșl
Makalevîci (în ucraineană Макалевицька сільська рада) este o comună în raionul Radomîșl, regiunea Jîtomîr, Ucraina, formată din satele Makalevîci (reședința) și Sadkî.

## Demografie
Componența lingvistică a comunei Makalevîci
     Ucraineană (97,63%)
     Rusă (2%)
     Alte limbi (0,36%)
Conform recensământului din 2001, majoritatea populației comunei Makalevîci era vorbitoare de ucraineană (97,63%), existând în minoritate și vorbitori de rusă (2%).